# Giovan Battista Comencini
Giovan Battista Comencini (Udine, 1849 – Napoli, 1924) è stato un architetto italiano.
Fu molto attivo a Napoli tra la fine dell'Ottocento e i primi decenni del Novecento. Nell'evoluzione del linguaggio architettonico napoletano, Comencini è stato due volte importante, sia per essere stato il primo ad avere introdotto in città lo stile floreale, sia per avere mostrato un diverso approccio verso i valori ambientali e le preesistenze.
Si distinse, infatti, per avere orientato il suo lavoro ad un metodo opposto a quello del sistema dei rettifili e degli sventramenti tanto caratteristici dell'epoca del risanamento, facendosi portatore di una più moderna cultura in termini di integrazione fra l'antico e il moderno, nel rispetto del tessuto edilizio storicamente consolidato.
Comencini giunse nel capoluogo campano alla fine del 1884, come tecnico della Società Veneta, a cui il comune aveva affidato i lavori per la trasformazione di piazza Municipio e del rione allora conosciuta come Corsea. Nell'ambito di questo intervento collaborò al ridisegno della viabilità della zona e curò la ristrutturazione di alcuni palazzi umbertini (fra cui quello di via Giuseppe Verdi, che oggi ospita il consiglio comunale), progettando il Grand Hotel de Londres (1895-1899), attuale sede del TAR Campania.
Quest'ultimo, in particolare, può essere considerato il primo edificio napoletano ispirato alle nuove tendenze liberty, che raggiungono il risultato più maturo nell'unica sua opera esistente sul lungomare: il Grand Hotel Santa Lucia (1906), di fronte a Castel dell'Ovo. Il nome di Comencini è, però, legato ad altri due progetti, l'uno realizzato solo parzialmente e l'altro mai realizzato.
Il primo, quello conosciuto come Rione Occidentale, consisteva nell'apertura di una galleria che collegasse la piazza di Mergellina con la nuova stazione della direttissima Roma-Napoli, finalizzata ad ottenere le licenze necessarie alla costruzione di due nuovi quartieri residenziali, uno di fronte alla stazione e un altro a monte di via Campegna. Di quel progetto alla città resta soprattutto la galleria Laziale, ancora oggi essenziale per il buon andamento del traffico che scorre tra i quartieri di Chiaia e Fuorigrotta.
Il secondo progetto fu invece quello di Chiaja Nova, elaborato assieme a Nicola Daspuro, il quale era stato pensato per ottenere la razionalizzazione degli insediamenti e - soprattutto - dei collegamenti fra le zone di piazza San Ferdinando e piazza dei Martiri. Esso proponeva una soluzione poco traumatica e molto originale per quell'epoca, che avrebbe comportato il semplice allargamento dei vicoli già esistenti, limitando al minimo le demolizioni con grande giovamento per la transitabilità, grazie alla creazione di una nuova strada dall'andamento sinuoso (la via Curva) fra via Toledo (all'altezza del vico D'Afflitto) e via Chiaia (all'altezza del cancello di palazzo Cellammare). Chiaja Nova, però, non vide mai la luce, poiché la concessione, prima accordata, fu poi revocata.